# Moonbathers
Moonbathers é o quinto álbum de estúdio da banda neerlandesa de metal sinfônico Delain. Foi lançado mundialmente em 26 de agosto de 2016 através da gravadora Napalm Records.
O álbum tem como convidados Alissa White-Gluz (Arch Enemy e ex-The Agonist). Assim como em "We Are the Others"', este álbum não tem a participação de Marco Hietala (Nightwish,  Tarot). É também o primeiro e único álbum de estúdio com Ruben Israel (Lesoir) na bateria e o primeiro álbum de estúdio com Merel Bechtold (Mayan, Purest of Pain, Karmaflow) na guitarra ritmica.

## Antecedentes
De acordo com a vocalista Charlotte Wessels, as letras do álbum têm como tema a morte. Isso não foi intencional e ela só percebeu isso depois de rever as letras que ela havia escrito. Wessels disse que o título do álbum vem da ideia de que "Mesmo em um lugar escuro, também pode haver esse conforto no escuro". As músicas "Danse Macabre" e "Chrysalis (The Last Breath)" foram inspiradas em um roteiro de filme, no entanto ela não especificou qual delas.
- "Scandal (canção)" é um cover da banda britânica de rock Queen.
- "Turn the Lights Out" foi inspirada na série de histórias em quadrinhos da DC Comics "The Sandman" de Neil Gaiman.
- "Hands of Gold" contém fragmentos do poema "The Ballad of Reading Gaol" de Oscar Wilde.[3]
- "Suckerpunch" e "Turn the Lights Out" foram lançadas anteriormente no extended play Lunar Prelude, em 19 de fevereiro de 2016.[4]

## Lista de faixas
| N.º            | Título                                              | Letras                                             | Duração |  |
| 1.             | "Hands of Gold" (participação de Alissa White-Gluz) | Charlotte Wessels Guus Eikens Martijn Westerholt   | 05:10   |  |
| 2.             | "The Glory and the Scum"                            | Wessels Eikens Westerholt                          | 04:04   |  |
| 3.             | "Suckerpunch"                                       | Wessels Eikens Hendrik Jan de Jong Westerholt      | 04:10   |  |
| 4.             | "The Hurricane"                                     | Wessels Eikens Westerholt                          | 03:45   |  |
| 5.             | "Chrysalis - The Last Breath"                       | Wessels Eikens Westerholt                          | 05:26   |  |
| 6.             | "Fire With Fire"                                    | Wessels Eikens Westerholt                          | 04:09   |  |
| 7.             | "Pendulum"                                          | Wessels Eikens Westerholt                          | 03:42   |  |
| 8.             | "Danse Macabre"                                     | Wessels Eikens Westerholt                          | 05:07   |  |
| 9.             | "Scandal" (cover do Queen)                          | Brian May Freddie Mercury John Deacon Roger Taylor | 04:04   |  |
| 10.            | "Turn the Lights Out"                               | Wessels Eikens de Jong Westerholt Timo Somers      | 04:15   |  |
| 11.            | "The Monarch"                                       | Wessels Eikens Westerholt                          | 03:40   |  |
| Duração total: | Duração total:                                      | Duração total:                                     | 47:24   |  |

| CD Bônus       |                                                      |                                          |         |  |
| N.º            | Título                                               | Letras                                   | Duração |  |
| 1.             | "Suckerpunch" (ao vivo nos Países Baixos)            | Wessels Eikens de Jong Westerholt        | 04:22   |  |
| 2.             | "Turn the Lights Out" (ao vivo nos Países Baixos)    | Wessels Eikens de Jong Westerholt Somers | 04:42   |  |
| 3.             | "The Glory and the Scum" (ao vivo nos Países Baixos) | Wessels Eikens Westerholt                | 04:23   |  |
| 4.             | "Don't Let Go" (ao vivo nos Países Baixos)           | Wessels Eikens Westerholt                | 04:18   |  |
| 5.             | "The Glory and the Scum" (versão Orquestra)          | Wessels Eikens Westerholt                | 02:40   |  |
| 6.             | "Hands of Gold" (versão Orquestra)                   | Wessels Eikens Westerholt                | 04:57   |  |
| Duração total: | Duração total:                                       | Duração total:                           | 25:20   |  |

## Ficha técnica

### Delain
- Charlotte Wessels – vocal principal
- Timo Somers – guitarra principal, vocal de apoio
- Merel Bechtold – guitarra ritmica
- Otto Schimmelpenninck van der Oije – baixo
- Martijn Westerholt – teclado, vocal de apoio, orquestração, produção
- Ruben Israel – bateria

### Músicos adicionais
- Alissa White-Gluz (ex-The Agonist, Arch Enemy) – participação em "Hands of Gold"
- Guus Eikens – guitarra adicional
- Hendrik Jan de Jong (Nemesea) – créditos de escrita (faixas 3 e 10)
- Oliver Philipps – guitarra adicional, teclado adicional
- Mikko P. Mustonen – orquestração

### Produção
- Arno Krabman – gravação de bateria
- Bas Trumpie, Imre Beerends – mixagem (faixa 10), gravação de bateria
- Guido Aalbers, Oliver Philipps – engenheiros de vocal
- Fredrik Nordström, Henrik Udd – mixagem (das faixas do 1 ao 9 e a 11)
- Ted Jensen – masterização no estúdio Sterling Sound em Nova York
- Glenn Arthur – capa do álbum, pinturas adicionais
- Wendy van den Bogert-Elberse – design
- Sandra Ludewig – fotográfia

## Desempenho nos Charts
| Chart (2016)                               | Posição mais alta |
| ------------------------------------------ | ----------------- |
| Áustria (Ö3 Austria Top 40)                | 53                |
| Bélgica (Ultratop Flandres)                | 23                |
| Bélgica (Ultratop Valônia)                 | 37                |
| Países Baixos (Dutch Charts)               | 15                |
| Finlândia (Suomen virallinen lista)        | 31                |
| Álbuns franceses (SNEP)                    | 93                |
| Alemanha (Offizielle Deutsche Charts)      | 17                |
| Japão (Oricon)                             | 128               |
| Escócia (Official Scottish Albums)         | 34                |
| Suíça (Schweizer Hitparade)                | 18                |
| Reino Unido (Official Albums Chart)        | 50                |
| Estados Unidos (Billboard Top Heatseekers) | 5                 |